# Everton Carr
Everton Carr (Antigua e Barbuda, 11 gennaio 1961) è un ex calciatore inglese, di ruolo difensore.

## Caratteristiche tecniche
Era un difensore centrale.

## Carriera
Dopo aver giocato nelle giovanili del Leicester City tra il 1978 ed il 1980 fa parte della prima squadra delle Foxes, militante nella seconda divisione inglese, campionato che vince nella stagione 1979-1980 ed in cui nell'arco di questi due anni gioca in totale 3 partite. Nella stagione 1980-1981 all'età di 19 anni fa invece il suo esordio in prima divisione: la sua prima apparizione in campo in questa categoria è la vittoria casalinga per 2-1 sui londinesi del Tottenham del 26 settembre 1980, in cui inizia la gara da titolare per poi venire sostituito nel secondo tempo. Nel prosieguo della stagione gioca poi ulteriori 8 partite di campionato, tutte da titolare.
Nell'estate del 1981 viene ceduto all'Halifax Town, club di quarta divisione, dove gioca per una stagione e mezzo per complessive 53 presenze in incontri di campionato; gioca poi da professionista anche nella seconda metà della stagione 1982-1983, trascorsa sempre in quarta divisione ma al Rochdale, club con cui gioca 9 partite di campionato. Va poi a giocare con il Nuneaton Borough in Alliance Premier League (quinta divisione e più alto livello calcistico inglese al di fuori della Football League): nei campionati 1983-1984 e 1984-1985 conquista due secondi posti in classifica consecutivi in questa categoria, mentre nel campionato 1985-1986 aiuta il club biancazzurro a mantenere la categoria, risultato che non riesce però ad ottenere nel campionato successivo, nel quale peraltro dopo complessive 123 partite di campionato giocate si trasferisce prima al Weymouth e poi al Bath City, altri due club di questa stessa categoria. Nella stagione 1987-1988 gioca sempre in quinta divisione (che da alcuni anni era stata rinominata Conference League) con i londinesi del Barnet, trascorrendo però anche dei brevi periodi in prestito al Nuneaton Borough ed all'Aylesbury Utd, per poi trasferirsi definitivamente ancora al Nuneaton Borough, con cui conclude la stagione. Nella stagione 1988-1989 gioca poi a livello semiprofessionistico con l'Oadby Town.
In carriera ha giocato complessivamente 74 partite nei campionati della Football League.

## Palmarès

### Club

#### Competizioni nazionali
- Campionato inglese di seconda divisione: 1

Leicester City: 1979-1980

#### Competizioni regionali
- Rolleston Charity Cup: 1

Oadby Town: 1988-1989